# Christian Friedrich Karl Herzlieb
Christian Friedrich Karl Herzlieb (geboren 1760 in Warschau; gestorben 1794) war ein deutscher evangelischer Theologe, Schriftsteller und Horaz-Übersetzer. Er war der Vater von Minna Herzlieb, einer Freundin des Dichters Goethe. Er studierte ab 1778 in Halle. 1786 wurde er zweiter Domprediger zu Brandenburg, 1788 königlich-preußischer Inspektor und Oberprediger der Hauptkirche zu Züllichau.